# Udara dammermani
Udara dammermani är en fjärilsart som beskrevs av Lambertus Johannes Toxopeus 1928. Udara dammermani ingår i släktet Udara och familjen juvelvingar. Inga underarter finns listade i Catalogue of Life.